# Station Mokrzyca Wielka
Station Mokrzyca Wielka is een spoorwegstation in de Poolse plaats Mokrzyca Wielka.